# Grandes éxitos (álbum de Luis Miguel)
Grandes éxitos es el nombre del vigésimo quinto álbum del cantante mexicano Luis Miguel, el 17 con su actual compañía discográfica Warner Music y el primer álbum de grandes éxitos y segundo recopilatorio. Fue lanzado al mercado el 22 de noviembre de 2005. Con 32 canciones (16 en cada CD) registra sus canciones cronológicamente desde 1987 hasta el año 2005; de esas 32 dos son inéditas "Misterios del amor", compuesta por Francisco Loyo y Alejandro Asensi y "Si te perdiera", tema principal de la telenovela mexicana La verdad oculta (2006) trasmitada por el Canal 2 de la cadena Televisa en México, compuesta por Manuel Alejandro. Una edición del álbum contiene un DVD con 25 videos (13 en un disco y 12 en el otro disco) registra sus videoclips cronológicamente desde 1987 hasta el año 2004, no obstante otra edición de lujo contiene las 32 canciones (16 en cada CD) de la edición estándar más un DVD con 19 vídeos en distinto orden.

## Contenido de los CD

### Disco 1
1. Ahora te puedes marchar
2. Cuando calienta el sol
3. Fría como el viento
4. Un hombre busca una mujer
5. La incondicional
6. Entrégate
7. Tengo todo excepto a ti
8. Será que no me amas
9. Inolvidable
10. No sé tú
11. América, América
12. Hasta que me olvides
13. Suave
14. El día que me quieras
15. Somos novios
16. La media vuelta

### Disco 2
1. Si nos dejan
2. Dame
3. Cómo es posible que a mi lado
4. Por debajo de la mesa
5. Amor, amor, amor
6. O tú o ninguna
7. Sol, arena y mar
8. Perfidia
9. Te necesito
10. Vuelve
11. Y
12. La Bikina
13. Que seas feliz
14. Sabes una cosa
15. Misterios del amor*
16. Si te perdiera*

(*) Temas inéditos

## Contenido de los DVD

### Disco 1
1. Cuando Calienta El Sol
2. Ahora Te Puedes Marchar
3. La Incondicional
4. Fria Como El Viento
5. Tengo Todo Excepto A Ti
6. Entrégate
7. No Sé Tú
8. Contigo en la distancia
9. América, América
10. Suave
11. Ayer
12. La media vuelta
13. Delirio

### Disco 2
1. El Día Que Me Quieras
2. Cómo es posible que a mi lado
3. Dame
4. Por debajo de la mesa
5. Amarte es un placer
6. O tú o ninguna
7. La Bikina
8. Y
9. Amor, amor, amor
10. Te necesito
11. Que seas feliz
12. El viajero

## Contenido del DVD edición de lujo
1. Ahora Te Puedes Marchar
2. Cuando Calienta El Sol
3. Fria Como El Viento
4. La Incondicional
5. Entrégate
6. Tengo Todo Excepto A Ti
7. No Sé Tú
8. América, América
9. Suave
10. El Día Que Me Quieras
11. La Media Vuelta
12. Dame
13. Como Es Posible Que A Mi Lado
14. Por Debajo De La Mesa
15. Amor, Amor, Amor
16. O Tú o Ninguna
17. La Bikina
18. Te Necesito
19. Que Seas Feliz

## Equipo de Producción de "Misterios del Amor"
- Letra & Música: Francisco Loyo y Alejandro Asensi
- Editora: Pendiente
- Producido Por: Luis Miguel
- Producción Ejecutiva: Alejandro Asensi
- Ingeniero de Grabación: Rafa Sardina
- Ingeniero de Mezcla: David Reitzas
- Ingeniero de Masterización: Ron McMaster
- Estudios de Grabación: Record Plant Studios, Oceanway Recording Studios & Conway Studios, Hollywood, CA
- Mezclado en: Chalice Studios & Oceanway Recording Studios, Hollywood, CA
- Masterizado en Capitol Studios, Hollywood, CA

## Equipo de Producción de "Si te Perdiera"
- Letra & Música: Manuel Alejandro
- Editora: Pendiente
- Producido Por: Luis Miguel
- Producción Ejecutiva: Alejandro Asensi
- Ingeniero de Grabación & Mezcla: Rafa Sardina
- Ingeniero de Masterización: Ron McMaster
- Estudios de Grabación: Record Plant Studios, Oceanway Recording Studios & Conway Studios, Hollywood, CA
- Mezclado en: Chalice Studios & Oceanway Recording Studios, Hollywood, CA
- Masterizado en Capitol Studios, Hollywood, CA

## Certificaciones
| País           | Proveedor     | Ventas  | Año  | Certificación |  |
| América        |               |         |      |               |  |
| Argentina      | CAPIF         | 40.000  | 2006 | Platino       |  |
| Argentina      | CAFIP (DVD)   | 8.000   | 2006 | Platino       |  |
| México         | AMPROFON      | 300.000 | 2005 | 3× Platino    |  |
| Estados Unidos | RIAA (Latino) | 200.000 | 2006 | 2× Platino    |  |
| Europa         |               |         |      |               |  |
| España         | PROMUSICAE    | 80.000  | 2006 | Platino       |  |